# 党河水库
党河水库是中国甘肃省酒泉市敦煌市境内的一座水库，位于党河上，建于1975年。水库正常库容为1560万立方米，集雨面积为16600平方千米，海拔为1414.5米。